# Epoca de aur a pirateriei

Steagul piraților

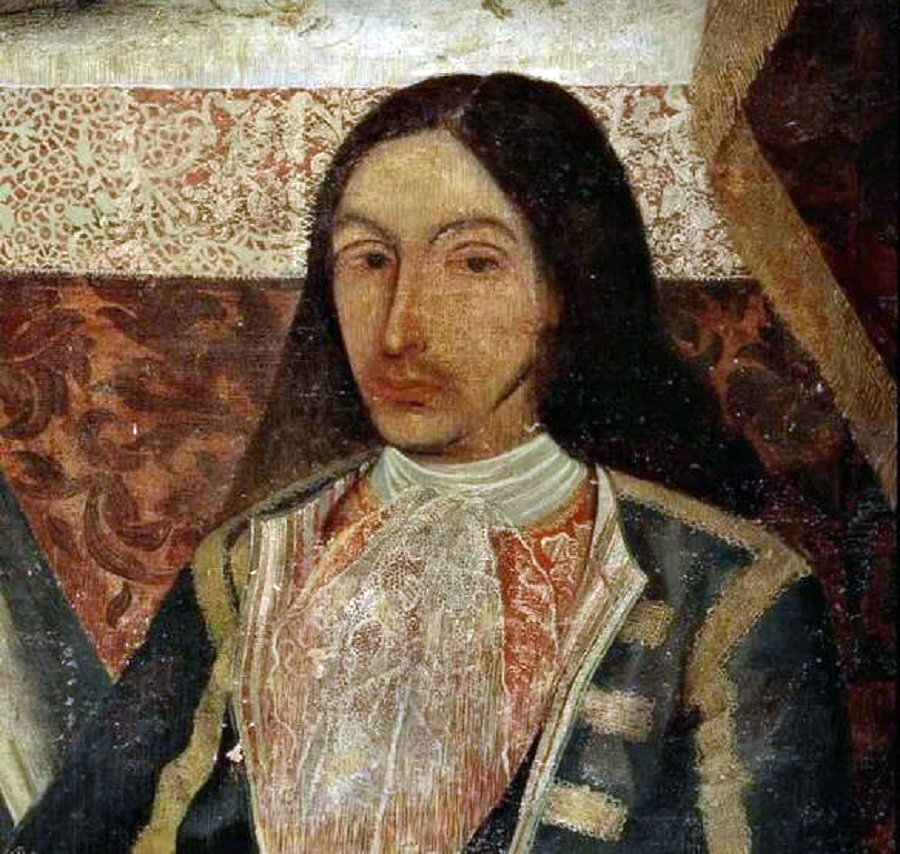
Amaro Pargo a fost unul dintre cele mai renumiți corsar ai epocii.

Epoca de aur a pirateriei acoperă perioada 1650-1730, atunci când pirateria se afla la apogeu în istoria sa maritimă.
Epoca cuprinde trei etape: 
- Perioada aventurilor (1650-1680): marinarii englezi și francezi, având baze stabilite în Jamaica și Tortuga, atacau coloniile spaniole și transportul maritim din Caraibe și estul Pacificului
- Perioada ocolului (1680-1690): pirații parcurg distanțe lungi din Insulele Bermude și America până în Oceanul Indian și Marea Roșie, jefuind corăbiile musulmane și cele ce aparțineau Companiei Indiilor de Est
- Perioada postbelică (1716-1726): marinarii englezi privați, rămași șomeri la sfârșitul Războiului de Succesiune Spaniol, au recurs la piraterie în Caraibe, pe coasta est-americană, pe coasta vest-africană și în Oceanul Indian

Factorii care au contribuit la amploarea pirateriei au fost: 
- creșterea cantităților de mărfuri expediate către Europa
- efectivele navale scăzute în anumite regiuni
- marinarii experimentați oportuniști doreau să se îmbogățească
- guvernele din colonii erau ineficiente

## Istoriografie

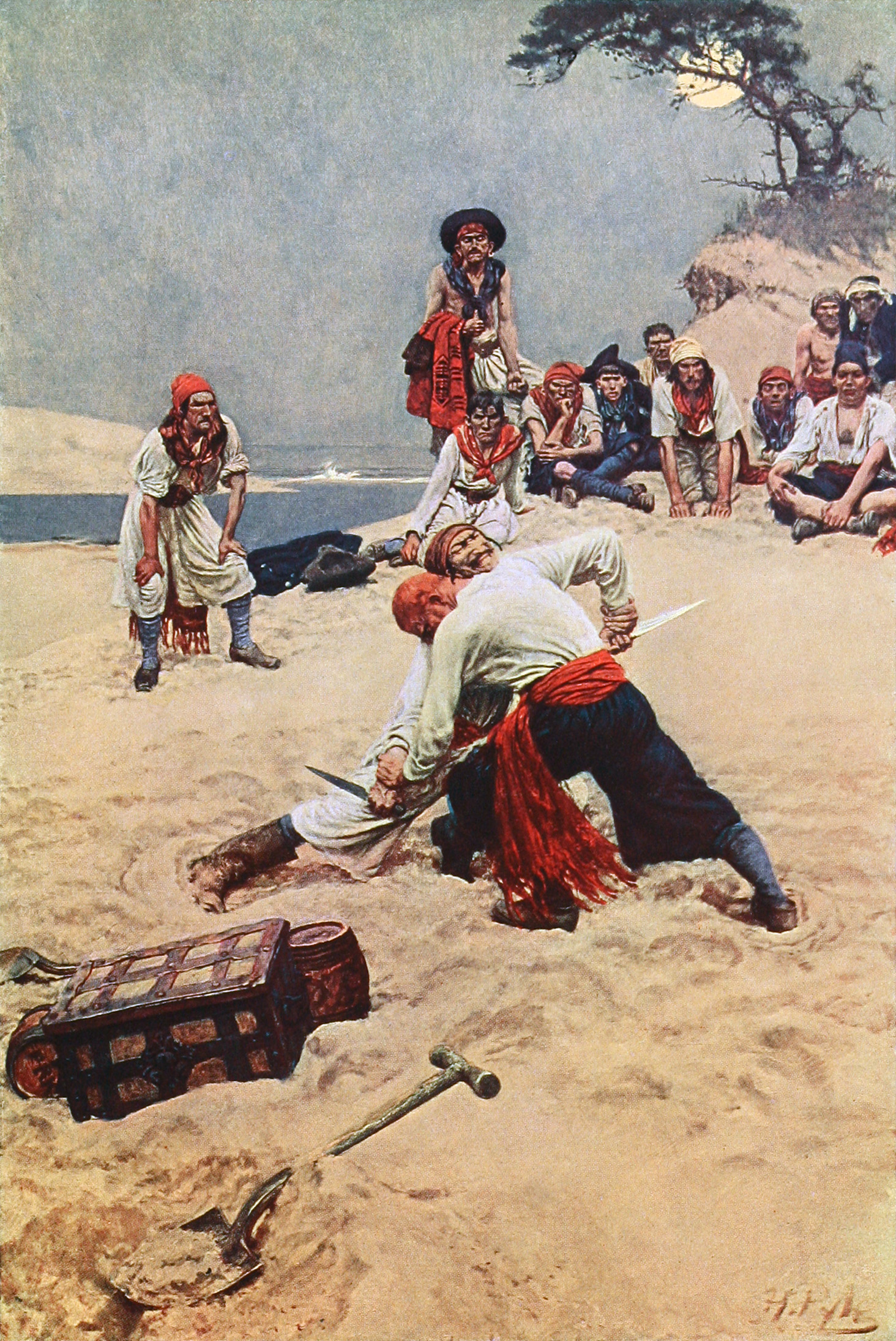
Dispută între pirați.
Pictură de H. Pyle, Delaware Art Museum

Termenul de "Epoca de Aur a Pirateriei" este doar o invenție a istoricilor, nefiind niciodată utilizat în perioada respectivă. Cea mai veche mențiune literară cunoscută a apărut în 1894, când un jurnalist englez, George Powell a scris despre "ceea ce pare să fi fost epoca de aur a pirateriei până la ultimul deceniu al secolului al XVII-lea". 
O utilizare mai sistematică a fost introdusă de istoricul John Fiske care a scris: "în niciun alt moment al istoriei nu a fost activitate mai mare a piraților decât a fost în secolele XVII-XVIII".
În 1951  Patrick Pringle  a scris că "epoca cea mai înfiorătoare a istoriei piraților a început în timpul domniei reginei Elisabeta I și s-a încheiat în a doua decadă a secolului XVIII".